# Benito Sanz y Forés
Benito Sanz y Forés (ur. 21 marca 1828 w Gandii, zm. 1 listopada 1895 w Madrycie) – hiszpański duchowny katolicki, kardynał, Arcybiskup Valladolid, później Sewilli.

## Życiorys
Święcenia kapłańskie przyjął 27 marca 1852. 22 czerwca 1868 został wybrany biskupem Oviedo. 8 listopada 1868 w Madrycie przyjął sakrę z rąk arcybiskupa Alessandro Franchiego (współkonsekratorami byli Patriarcha Indii Zachodnich Tomás Iglesias Barcone i biskup Francisco de Sales Crespo y Bautista). Uczestniczył w obradach Soboru Watykańskiego I. 18 listopada 1881 przeszedł na arcybiskupstwo Valladolid 30 grudnia 1889 objął stolicę metropolitalną Sewilli, na której pozostał już do śmierci. 16 stycznia 1893 Leon XIII wyniósł go do godności kardynalskiej z tytułem prezbitera Sant’Eusebio. Został pochowany w Katedrze NMP w Sewilli.